# Muhos
Muhos là một đô thị của Phần Lan.
Đô thị này nằm ở tỉnh Oulu, cách thành phố Oulu, thủ phủ của Bắc Phần Lan trong vùng Bắc Ostrobothnia khoảng 35 km theo đường 22. Đô thị này có dân số 7.969 (2003) với diện tích là 796,69 km² trong đó có 12,86 km² là diện tích mặt nước. Mật độ dân số là 10 người trên mỗi km².
Sông Oulujoki chạy qua thị xã. Nhà máy thủy điện Pyhäkoski nằm ở Muhos, được xây xong năm 1949 theo thiết kế của kiến trúc sư Phần Lan Aarne Ervi.
Đô thị này chỉ sử dụng tiếng Phần Lan.
Muhos cách Sân bay Oulu 50 km về phía tây.
Armi Kuusela, người thắng cuộc trong cuộc thi Miss Universe (1952) là người Muhos.